# Nánási Henrik
Nánási Henrik (Pécs, 1975) magyar zongorista, karmester, a berlini Komische Oper igazgatója.

## Élete
Nánási zenei tanulmányait a Bartók Béla Zeneművészeti Szakközépiskolán Budapesten kezdte, ahol zongorát és zeneszerzést, 1993-tól pedig a bécsi zeneakadémián (Universität für Musik und darstellende Kunst in Wien) zenekarvezénylést, korrepetálást és zeneszerzést tanult. 1999-től Klagenfurti Színház zenekarában muzsikált, 2002-től kezdődően már első Kapellmeisterként. 2005-től az Augsburgi Színházban, 2007-től pedig a müncheni Gärtnerplatzi Állami Színházban dolgozott.
A Frankfurti Operában 2009-ben Bohéméletben debütált, majd 2010-ben a drezdai Semperoperben Gioachino Rossini Olasz nő Algírban című operájával. Egyéb megbízatásai is voltak a Bécsi Volksoper, a Bayerische Staatsoper, és az Opéra de Monte-Carlo előadásaiban. A 2012/13-as évadban Barrie Kosky intendáns mellett általános zenei rendező volt a berlini Komische Operben, amely a 2012/13-as szezonban elnyerte az Év Operaháza Díjat.
2012 és 2018 között a Komische Oper intendánsa volt.